# Remigio Delfín
Remigio Delfín (Veracruz, México, 11 de agosto de 1894 - Veracruz, México, 1970), fue un naviero y diplomático mexicano, fundador de la naviera Delfín Casarín y director de la Delfín y Cía., impulsor del desarrollo del puerto de Veracruz durante el siglo XX. 

## Biografía
José Remigio Delfín y Casarín nació en la hacienda de La Estanzuela, estado de Veracruz, el 11 de agosto de 1894, siendo hijo de Pedro Delfín, director de la Delfín y Cía., y de Enriqueta Casarín.   
Estudió en el colegio marista de Nueva York, regresando luego a Veracruz, donde sucedió a su padre en la dirección de la Delfín y Cía, naviera más antigua de México, con la que fundó la naviera Delfín Casarín S.A., base del Grupo Delmex. Impulsó el desarrollo y expansión del Puerto de Veracruz, a través de numerosos comités que presidió fomentando las obras de infraestructura del puerto a lo largo del siglo XX. 
En 1958 fue condecorado por Federico IX de Dinamarca como caballero de la Real Orden del Dannebrog.